# 羅志焜
羅志焜（Lo Chi Kwan，1981年3月18日－），生於香港，已退役香港職業足球員，司職中場，擁有亞洲足協A級教練資格，現時擔任香港超級聯賽球隊理文助理教練。

## 球員生涯
羅志焜生於香港，青年軍時代效力乙組球隊公民，後因表現良好給甲組好易通羅致，甲組時代於西貢朋友正式出道，於2000年加盟晨曦。
其後在2010年7月2日，離開效力了10年的晨曦，與隊友陳耀麟一起轉投四海流浪，他認為四海流浪陣中有很多新血，球員很有朝氣，希望以前輩身份協助年輕球員成長，是新體驗。
2011年6月30日，羅志焜宣布轉投傑志，直至2013年7月外借到皇室南區一季，2014年7月，羅志焜正式離開傑志，轉會到東方，2014年12月28日，羅志焜於東方以3–1擊敗南華的高級組銀牌4強取得了加盟後的首個入球。

## 國際賽生涯
2002年，羅志焜入選香港亞運代表隊參加釜山亞運足球賽。
2003年，羅志焜首次入選香港足球代表隊，於3月25日對老撾的比賽首次上陣，在以1–3不敵中國的2003年東亞盃決賽週成為首位在決賽週取得入球的香港球員。

## 教練生涯
2016–17球季，羅志焜正式轉任為東方龍獅助理教練。其後，他亦曾出任U14主教練。
2025–26球季，羅志焜轉任為理文助理教練。

## 球場以外
羅志焜太太（Poffee）是任職幼稚園教師，兩人的愛情結晶品女兒羅梓茹（Kayla）在2012年3月29日晚上零時誕生。羅志焜與前晨曦隊友朱兆基和南華球員文彼得合資於尖沙咀寶勒巷開設囍點心餐廳，其後因為經營困難，已經賣盤。

## 個人榮譽
- 香港足球明星選舉最佳十一人（2006–07季度）

## 外部連結
- 香港足球總會網頁球員註冊資料 （页面存档备份，存于）